# Llevadores (documental)
Llevadores (títol original, Midwives) és una pel·lícula documental birmana del 2022 dirigida per Hnin Ei Hlaing, que explora la relació entre una llevadora budista bamar i la seva aprenenta rohingya musulmana en un poble de l'estat de Rakhine a l'oest de Myanmar. La pel·lícula es va estrenar al Festival de Cinema de Sundance 2022, on va guanyar el Premi Especial del Jurat a l'Excel·lència en Gravació Vérité. S'ha doblat al català per al programa Sense ficció de TV3.